# Warciche
Warciche – wieś w Gruzji, w regionie Imeretia, w gminie Baghdati. W 2014 roku liczyła 1559 mieszkańców.